# L'Adoration des bergers (Giordano)
Pour les articles homonymes, voir L'Adoration des bergers.
L'Adoration des bergers est un tableau réalisé vers 1688 par le peintre italien Luca Giordano. De format horizontal, cette huile sur toile est une peinture chrétienne qui représente l'Adoration des bergers. Legs de Louis La Caze en 1869, l'œuvre est conservée au musée du Louvre, à Paris, en France. Son pendant, qui est Le Mariage de la Vierge, s'y trouve également.

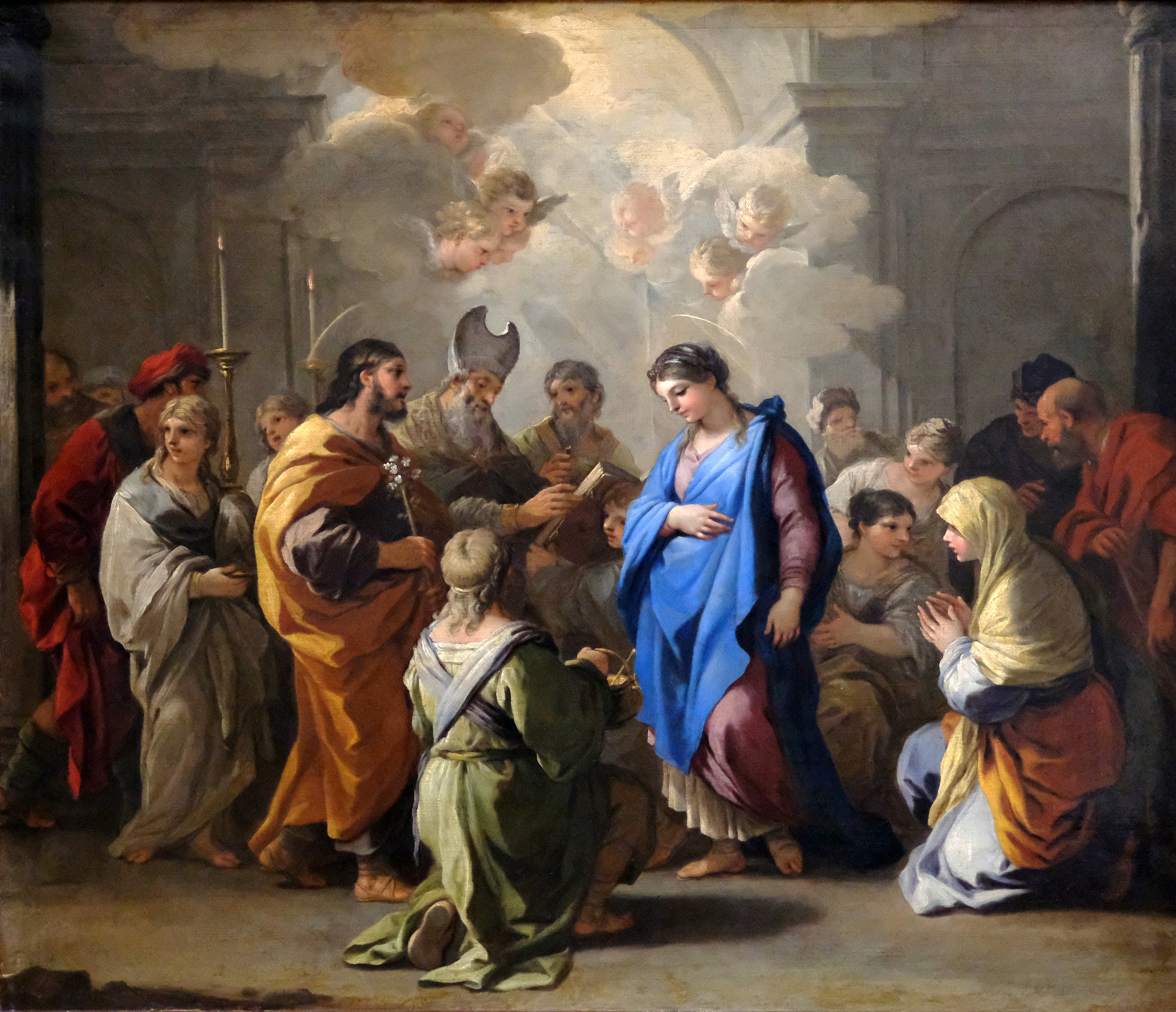
Le Mariage de la Vierge, vers 1688 – Musée du Louvre, Paris.